# چقابل (بروجرد)
چُقابَل روستایی است از توابع شهرستان بروجرد در استان لرستان. این روستا در دهستان بردسره در بخش اشترینان این شهرستان قرار دارد. بنابر سرشماری مرکز آمار ایران، جمعیت چقابل در سال ۱۳۸۵ برابر با ۲۴ نفر بوده‌است که از این میان ۱۲ نفر مرد و بقیه زن بوده‌اند. این روستا ۶ خانوار دارد. این روستا درسال۱۳۸۷خالی ازسکنه شده وغالبا به شهر بروجرد مهاجرت کرده‌اند.

## پیشینه
مؤلف مرآت البلدان در مورد محلی است کوهستانی و در زمستان پربرف که در سمت جنوب چشمه آب و دره‌ای دارد که بدره باغ معروف است و آب چشمه به سمت شمال جاری است و اراضی مزرعه را که متصل به کوه است آبیاری می‌کند. این آبادی قریب ۲۰۰ تن جمعیت دارد و مردم به لری تکلم می کنندوازطایفه قل نره شیر هستنداین روستا به دلیل جنگ های به شدت زیاد خالی از سکنه شده.و قسمتی از محصولش دیمی است.